# Carrer Sant Josep (Alella)
El Carrer Sant Josep és una via pública d'Alella (Maresme) protegida com a Bé Cultural d'Interès Local.

## Descripció
És el carrer central dels vials paral·lels a la carretera que configuren el barri del Rost, nucli que s'eleva a llevant de la riera amb carrers inclinats i estrets que el fan molt característic. S'estructura en dos trams separats pel carrer Santa Rosa, amb els habitatges al costat est del carrer i patis frontals a l'altra banda. El primer tram, al nord, té una amplada que varia des dels 5,22m aks 3,06 m. Hi trobem tres cases entre mitgeres de planta baixa i pis amb crugies grans de 10 m aproximadament. L'últim habitatge de la cantonada amb el carrer santa Rosa es desdiu de la tipologia de les cases de la zona. Per altra banda, al darrer tram, al sud, hi trobem cases de cos de crugies més estretes -tret de la primera-, també de planta baixa i pis. Amb tot, les façanes mantenen uns trets característics comuns, com la planor de les façanes, les obertures petites de proporcions verticals, els eixos de composició vertical i els acabats amb estucs o arrebossats pintats. El carrer està asfaltat, amb alguns trams de voreres de panot o formigó al costat dels habitatges, on també hi trobem els fanals adossats a les façanes. Creixement del nucli urbà de principis del segle xix conegut com a barri del Rost.